# Де Хевиланд DH.83 Фокс Мот
Де Хевиланд  Фокс Мот (енгл. De Havilland DH.83 Fox Moth) је британски лаки путнички, једномоторни, двокрилац, који је производила фирма де Хавиленд Еркрафт компани 30-их година 20. века. Укупно је произведено 154 примерака. По лиценци, производио се у неколико земаља у свету.

## Пројектовање и развој
Овај путнички авион је развијен 1932. године на бази авиона Де Хевиланд DH.82 Тајгер Мот проширивањем трупа авиона и прављењем путничке кабине између мотора и пилотске кабине. Остали елементи авиона: крила, мотор, стајни органи и репни део трупа са репним стабилизаторима је остао не промењен. Конструкција авиона је дрвена обложена шпером, крила су била такође дрвене конструкције обложена платном.
Авион је конструисао А. Е. Хаг и први пробни лет је обављен 29. јануара 1932. године. Де Хевиланд  Фокс Мот је могао да превезе 3 до 4 путника, одликовао се добрим летним карактеристикама и ниским трошковима експлоатације. У току развоја у ове авионе су уграђивани јачи мотори као што су де Хевиланд Џипски Мејџор снаге 97 kW (130 КС) и де Хевиланд Џипски Мејџор 1C снаге 108 kW (145 КС).

## Технички опис
Труп авиона је био правоугаоног попречног пресека. Имао је пространу кабину са равним зидовима и великим прозорима. Са сваке стране кабине су постојала врата која су омогућавала лак улаз и излаз путника у и из кабине. Носећа конструкција авиона је била дрвена а облога кабине је од дрвеног шпера. Пилот је седео у засебној кабини у отвореној кабини или је кабина била покривена поклопцем од плексигласа (у зависности од серије).
Резервоар са бензином се налазио на средини горњег крила изнад трупа авиона а балдахином направљеним од челичних цеви је био издигнут изнад путничке кабине.
Авион је био опремљен ваздухом хлађеним линијским мотором, Де Хевиленд Џипси III снаге 90 kW. На вратилу мотора је била причвршћена двокрака, вучна, дрвена елиса, непроменљивог корака.
Крила авиона су дрвене конструкције са две рамењаче пресвучена су импрегнираним платном правоугаоног облика са заобљеним крајевима. Доња и горња крила су била готово подударна што се тиче величине и облика. Била су поравната по нападној ивици крила а крилца за управљање су се налазила само на доњим крилима. Међусобна веза између горњег и доњег крила је била са по једним паром упорница са сваке стране а унакрсни затезачи су били од челичне жице. Веома лако се крила при паркирању авиона могу склопити уназад према репу авиона тако да паркирани авион заузме што мање места. Ово је веома практично при транспорту и смештају авиона у хангар.
Стајни трап је био фиксан, класичан, са два предња точка и један клавирски точак на репу авиона као трећа ослона тачка. Стајни трап је направљен од заварених челичних цеви. У предње цеви стајног трапа су уграђени амортизери. Точкови су били од алуминијумског лива са нископритисним гумама.

### Варијанте авиона Де ХевилендFox Mot
- Fox Moth - Лаки транспортни двокрилац; 98 примерака направљено у Великој Британији и по два у Аустралији и Канади.
- Fox Moth - 53 авиона је направљено у Канади после Другог светског рата.
- Fox Moth хидроавион - Стандардни авион само што уместо класичног стајног трапа са точковима има пловке.
- Gasuden KR-1 - Јапанска копија авиона Fox Moth са радијалним мотором Gasuden Jimpu 3 снаге 150 KS (112 kW), направљено је 7 авиона.

## Оперативно коришћење
Укупно је произведено 154 примерка овог авиона од чега: 98 је направљено у Уједињеном Краљевству, 2 у Аустралији, а 53 у Канади. Овај авион је такође по лиценци прављен и у Јапану са звездастим мотором Хидориго снаге 112 kW (150 КС). Коришћен је у Аустралији, Канади, Новом Зеланду, Шпанији, Јужној Африци, Великој Британији и Југославији (Аеропут). У Аеропуту је овај авион летео као авио-такси од 1932. до 1938. године, а уништен је приликом бомбардовања аеродрома Земун на почетку рата април 1941. године.
За овај авион је везано оснивање службе „Ројал Флајинг Доктор Сервис оф Аустралиа“ (РФДС) популарно зване „летећи доктор“, па се стога његова слика поред оснивача ове службе Џона Флина (енгл. John Flynn) налази на аустралијској новчаници од 20$. Преостали примерци ових авиона се чувају као музејски експонати, а има их још и у летном стању.

## Земље у којима је коришћен овај авион
- Аустралија
- Бразил
- Канада
- Нови Зеланд
- Јужна Африка
- Уједињено Краљевство
- Краљевина Југославија
- Шпанија (Друга шпанска република)
- Шпанија (1938-1945)

## Особине авиона де ХевиландФокс Мот

### Опште карактеристике
- Мотор - 1 x 90 kW де Хевиленд Џипси III (енгл. de Havilland Gipsy III),
- Елиса - двокрака,
- Капацитет - 3 до 4 путника,
- Посада - 1 члан.

### Перформансе
- Максимална брзина - 171 km/h,
- Путна брзина - 147 km/h,
- Брзина пењања - 138 m/min,
- Највећи долет - 684 km,
- Плафон лета - 3 870 m.